# Hamburg Grey Angels
Die Hamburg Grey Angels sind ein Cheerleader Squad aus Hamburg und gehören zum Team des mehrfachen deutschen Meisters im American Football, den Hamburg Blue Devils. Der Name Grey Angels lehnt sich an die ehemalige zweite Herrenmannschaft, den Grey Devils an, für das die Angels ursprünglich cheerten.

## Allgemeines
Die Hamburg Grey Angels sind ein reines Damen-Team (Senior All-Girl). Neben dem Cheeren für die Hamburg Blue Devils in der eVendi Arena und bei Auswärtsspielen, treten die Angels auch bei zahlreichen weiteren Veranstaltungen in Norddeutschland auf.
Wenn die Football-Saison im Herbst zu Ende geht, bereiten sich die  Grey Angels auf den eigentlichen sportlichen Höhepunkt vor: Im Winterhalbjahr finden die Meisterschaften der eigenständigen Sportart Cheerleading statt.

## Erfolge
Seit 1994 nehmen die Hamburg Grey Angels an offiziellen Meisterschaften des AFVD und der EFAF teil. Neben diversen Erfolgen bei den Hamburger Landesmeisterschaften wurden die Angels in den Jahren 1996, 1999 und 2000 deutscher Vizemeister.
International erkämpften sich die Angels bei den Europäischen Meisterschaften einen 3. Platz 1996 in Stuttgart sowie einen 5. Platz 2000 in Slowenien. Im Group Stund erreichten die Angels außerdem den 3. Platz bei der NCA-Meisterschaft 1999 in Bottrop.
2006 erreichten die Grey Angels(ebenso wie die Blue Angels und die Pee Wee Angels) den 1. Platz in der Kategorie Senior All Girl bei den Hamburger Cheerleading Meisterschaften und werden somit im Februar 2007 an der DCM teilnehmen.

## Cheerleader Squads im Hamburg Blue Devils e.V.
- Hamburg Blue Angels (CoEd / mixed)
- Hamburg Grey Angels (Senior All-Girl)
- Hamburg Junior Angels (Junior All-Girl)
- Peewee Angels (Peewee All-Girl)
- Hamburg Blue Devils Dance Team (Senior Dance)

siehe hierzu: Hamburg Blue Angels